# Крец
Крец (нем. Kretz) — община в Германии, в земле Рейнланд-Пфальц. 
Входит в состав района Майен-Кобленц. Подчиняется управлению Пелленц.  Население составляет 709 человек (на 31 декабря 2010 года). Занимает площадь 4,17 км².